# Babalon AD (So Glad for the Madness)

Babalon AD (So Glad for the Madness) est un DVD single officiel du groupe de metal extrême Cradle Of Filth.

## Chapitres
1. Babalon AD (So Glad for the Madness) (clip inédit)
2. Serpent Tongue (2 minute visual feast)
3. Freakshow Gallery (galerie de photos)
4. Merchandise Details (galerie d'articles)
5. Band Biography (historique du groupe)